# ابن عطیه
ابی محمد عبدالحق بن عطیه غرناطی که به اختصار ابن عطیه اندلسی نیز شناخته می‌شود، یکی از مفسران مشهور اهل سنت در سده ششم ه.ق است. کتاب تفسیری المحرز الوجیزه فی تفسیر الکتاب العزیز، از جمله آثار تفسیری اوست که تفسیری روایی محسوب می‌شود. وی در عصر مرابطین در اندلس زندگی می‌کرد و در جنگ‌های حکومت با دولت‌های دیگر، به عنوان سرباز مشارکت داشت. همین امر سبب شده است تا جنبه جهاد در تفسیر او با تاکید بیشتری مورد توجه قرار گیرد. با توجه به اجازه نامه‌های او در خصوص نقل روایت، احتمال داده می شود او در طول مسیر حرکت سپاهیان حکومت، از عالمان شهرهای مختلف استفاده کرده‌است. او در دوران زندگی خود، مقام قضاوت شهر مریه - از شهرهای ساحلی اندلس - را کسب می کند. او در این دوران از زندگی خود که نزدیک به ۱۰ سال به طول انجامیده‌است، بیشترین فعالیت های علمی خود را به ثمر رسانده است. ابن عطیه پس از سقوط حکومت مرابطین، توسط حاکمان جدید شهر، از مریه اخراج می‌شود و همین امر سبب سردرگمی او در شهرها شده و در نهایت در سن ۶۰ سالگی در شهر لورقه از دنیا می‌رود.